# Abaristophora
Abaristophora är ett släkte av tvåvingar. Abaristophora ingår i familjen puckelflugor.

## Arter inomAbaristophora[1]
- Abaristophora arctophila
- Abaristophora austrophila
- Abaristophora brevicornis
- Abaristophora diversipennis
- Abaristophora nana
- Abaristophora nepalensis
- Abaristophora sachalinensis
- Abaristophora similicornis
- Abaristophora subarcuata
- Abaristophora tonnoiri